# RFL Championship 1973-74
La First Division de 1973-74 fue la 79.º edición del torneo de rugby league más importante de Inglaterra.

## Formato
Los equipos se enfrentaron en formato de todos contra todos en condición de local y de visitante, el equipo que terminó en la primera posición al finalizar el torneo se coronó campeón, mientras que los últimos cuatro descendieron a segunda división.
Se otorgaron 2 puntos por cada victoria, 1 por el empate y 0 por la derrota.

## Desarrollo

### Tabla de posiciones
| Pos. | Equipo               | Encuentros | Encuentros | Encuentros | Encuentros | Tantos | Tantos | Puntos |
| Pos. | Equipo               | PJ         | PG         | PE         | PP         | F      | C      | Puntos |
| ---- | -------------------- | ---------- | ---------- | ---------- | ---------- | ------ | ------ | ------ |
| 1    | Salford              | 30         | 23         | 1          | 6          | 632    | 299    | 47     |
| 2    | St. Helens           | 30         | 22         | 2          | 6          | 595    | 263    | 46     |
| 3    | Leeds                | 30         | 20         | 1          | 9          | 554    | 378    | 41     |
| 4    | Widnes               | 30         | 18         | 1          | 11         | 431    | 329    | 37     |
| 5    | Warrington           | 30         | 16         | 1          | 13         | 414    | 368    | 33     |
| 6    | Dewsbury Rams        | 30         | 16         | 1          | 13         | 389    | 474    | 33     |
| 7    | Wakefield Trinity    | 30         | 16         | 0          | 14         | 470    | 411    | 32     |
| 8    | Featherstone Rovers  | 30         | 14         | 2          | 14         | 443    | 397    | 30     |
| 9    | Castleford           | 30         | 12         | 4          | 14         | 420    | 411    | 28     |
| 10   | Rochdale Hornets     | 30         | 13         | 2          | 15         | 379    | 415    | 28     |
| 11   | Wigan                | 30         | 12         | 3          | 15         | 427    | 364    | 27     |
| 12   | Bramley RLFC         | 30         | 11         | 3          | 16         | 344    | 457    | 25     |
| 13   | Oldham               | 30         | 12         | 1          | 17         | 341    | 494    | 25     |
| 14   | Hull Kingston Rovers | 30         | 9          | 2          | 19         | 428    | 552    | 20     |
| 15   | Leigh                | 30         | 7          | 0          | 23         | 326    | 655    | 14     |
| 16   | Whitehaven RLFC      | 30         | 7          | 0          | 23         | 308    | 634    | 14     |

|  | Campeón.                        |
|  | Descendidos a segunda división. |

| Bandera de Inglaterra      |
| Campeón Salford Red Devils |
| Quinto título              |